# Mato Miloš
Mato Miloš est un footballeur croate né le 30 juin 1993 à Pula. Il évolue au poste de défenseur.